# 2008 au Chili
Cet article présente les faits marquants de l'année 2008 au Chili.

## Évènements
- Mardi 22 avril 2008 : Trois importantes mines du géant Codelco, premier producteur mondial de cuivre, sont désormais paralysées par une grève des mineurs. Le cours du cuivre à la bourse des métaux de Londres (LME) frôle les 8 500 $ la tonne.

- Vendredi 2 mai 2008 : à la suite d'une série de secousses telluriques, le volcan Chaitén est entré en éruption.

- Lundi 29 décembre 2008 : La Cour d'appel de Santiago ouvre une procédure d'enquête sur les cas de personnes faussement déclarées disparues durant la dictature du général Augusto Pinochet et dont les familles ont indûment obtenu des indemnisations de l'État. Au moins quatre personnes, inscrites sur la liste officielle de plus d'un millier de victimes répertoriées au cimetière général de Santiago, sont encore en vie, d'autres sont décédés, mais leur mort n'a rien à voir avec le régime militaire du général Pinochet (1973-1990), tenu pour responsable de la disparition de plus de 3 000 victimes. La présidente socialiste du Chili, Michelle Bachelet, qui fut elle-même torturée sous la dictature, a affirmé qu'elle ne laisserait pas le doute ronger « la vérité historique »[1].